# Liste des comtes d'Évreux

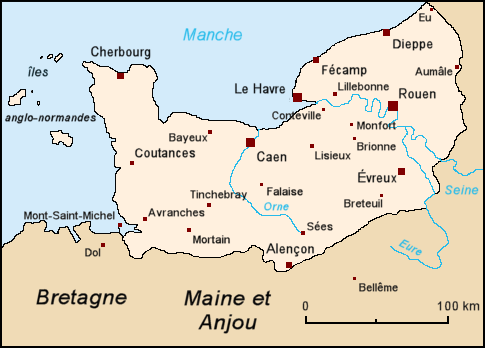
Évreux sur une carte de la Normandie historique

Liste des comtes d'Évreux

## Rollonides (vers 990-1118)
- Entre 989 et 996-1037 : Robert le Danois, fils naturel de Richard Ier jarl de Normandie, duquel il obtint également l'archevêché de Rouen.
- 1037-1067 : Richard d'Évreux, fils du précédent
- 1067-1118 : Guillaume d'Évreux, fils du précédent

## Maison de Montfort-l'Amaury (1118-1195)
- 1118-1137 : Amaury III de Montfort, fils de Simon Ier de Montfort, seigneur de Montfort-l'Amaury et d'Agnès d'Évreux, fille de Richard d'Évreux.
- 1137-1140 : Amaury IV († 1140), fils du précédent et d'Agnès de Garlande
- 1140-1181 : Simon III de Montfort, dit le Chauve, frère du précédent
- 1181-1182 : Amaury V de Montfort, fils du précédent
- 1182-1195 : Amaury VI de Montfort, fils du précédent

En 1195, Amaury VI de Montfort est dépossédé du comté par le roi de France Philippe Auguste, qui le donne au roi d'Angleterre Jean sans Terre, puis le lui reprend, avant d'obtenir en 1200 la cession par Amaury VI de toutes ses possessions.
Le comté d'Évreux est uni au domaine royal de 1200 à 1298.

Armoiries des comtes capétiens d'Évreux (1298-1376) : d’azur semé de fleurs de lys d’or à la bande componée d’argent et de gueules

Écu des comtes capétiens et de la ville d’Évreux à partir de 1376 : d’azur à trois fleurs de lis d’or à la bande componnée d’argent et de gueules

## Capétiens (1298-1404)
En 1298, le roi de France Philippe IV le Bel le donne en apanage à son dernier frère Louis.
- 1298-1319 : Louis de France (1276-1319)
- 1319-1343 : Philippe d'Évreux, roi de Navarre
- 1343-1378 : Charles II de Navarre dit le Mauvais, se voit confisquer ses possessions normandes par le roi de France Charles V ; celui-ci limite les fleurs de lys de l'écu de France à trois, avec une incidence sur tous les écus brisés
- 1387 : restitution du comté à Charles III de Navarre dit le Noble (fils de Charles le Mauvais) par le roi de France Charles VI.
- 1404 : Charles le Noble rétrocède le comté au susdit roi de France, « en échange d'une rente de 12 livres à tenir en duché-pairie avec le titre de Nemours ».

## 3 cas particuliers (XVe–XVIesiècles)
Le comté d'Évreux est temporairement recréé pour trois personnages :
- 1427-1429 : John Stuart de Darnley (1365-1429), tué à la Journée des Harengs ;
- 1441-1465 : Pierre de Brézé (1411-1465) ;
- 1569-1584 : François de France (1555-1584), duc d'Alençon puis d'Anjou ; confié sous forme de duché-pairie par ses frères les rois de France Charles IX (1569) puis Henri III de France (1574).

À la mort de chaque comte, le titre retourne temporairement à la Couronne (1429 à 1441, 1465 à 1569, 1584 à 1642).

## Maison de La Tour d'Auvergne (1642-1792)
Le titre de Comte d'Évreux fut ensuite porté par des membres de la famille de la Tour d'Auvergne :
- 1642-1652 : Frédéric Maurice de La Tour d'Auvergne-Bouillon (1605-1652), 16e comte, en échange de sa principauté de Sedan
- 1652-1721 : Godefroy Maurice de La Tour d'Auvergne (1641-1721), son fils
- 1721-1730 : Emmanuel-Théodose de La Tour d'Auvergne, duc de Bouillon (1668-1730), son fils
- 1730-1753 : Louis Henri de La Tour d'Auvergne (1679-1753), son frère, constructeur de l'hôtel d'Évreux, aujourd'hui palais de l'Élysée à Paris
- 1753-1771 : Charles-Godefroy de La Tour d'Auvergne (1706-1771), son neveu, fils d'Emmanuel-Théodose
- 1771-1792 : Godefroy de La Tour d'Auvergne (1728-1792), son fils[1]

Jacques-Léopold de La Tour d'Auvergne (1746-1802), fils de Godefroy, est dépouillé de son titre à l'issue de la nuit du 4 août 1789 mais conserve une partie des biens de la famille, notamment le château de Navarre à Évreux.

## Titre de courtoisie
- Michel d’Orléans (1941)[3], fils d’Henri d'Orléans (1908-1999), comte de Paris. Selon son biographe, Philippe de Montjouvent (1998), son père, prétendant orléaniste au trône de France, lui a donné le titre de comte d'Évreux  qu'il porte depuis ; il lui a aussi défini ses armoiries :

Le Comte d’Évreux portera comme armes :
D’azur à trois fleurs de lis d’or à la bande componnée d’argent et de gueules.
Couronne des issus de France.
Tenants : deux anges.

## Sources
- Foundation for Medieval Genealogy : les comtes d'Évreux